# اچ‌ام‌اس بروگس (کی۳۴۷)
اچ‌ام‌اس بروگس (کی۳۴۷) (به انگلیسی: HMS Burges (K347)) یک کشتی بود که طول آن ۲۸۹ فوت ۵ اینچ (۸۸٫۲۱ متر) بود. این کشتی در سال ۱۹۴۲ ساخته شد.